# Base aérienne 123 Orléans-Bricy
La base aérienne 123 Orléans-Bricy « Charles Paoli » de l'Armée de l'air française est située à une quinzaine de kilomètres au nord-ouest d'Orléans dans le département du Loiret près de la commune de Bricy. Elle s'étend sur 736 ha répartis sur les communes de Bricy, Boulay-les-Barres, Coinces et Saint-Péravy-la-Colombe. Elle emploie quelque 2 800 personnes dont une centaine de civils. L'Élément Air Rattaché (EAR) 279, fermé en 2021, ancienne base aérienne 279 Châteaudun, lui était rattaché.

Depuis le 1er septembre 2015 la base d'Orléans abrite à nouveau la 61e escadre de transport.

## Unités en 2025

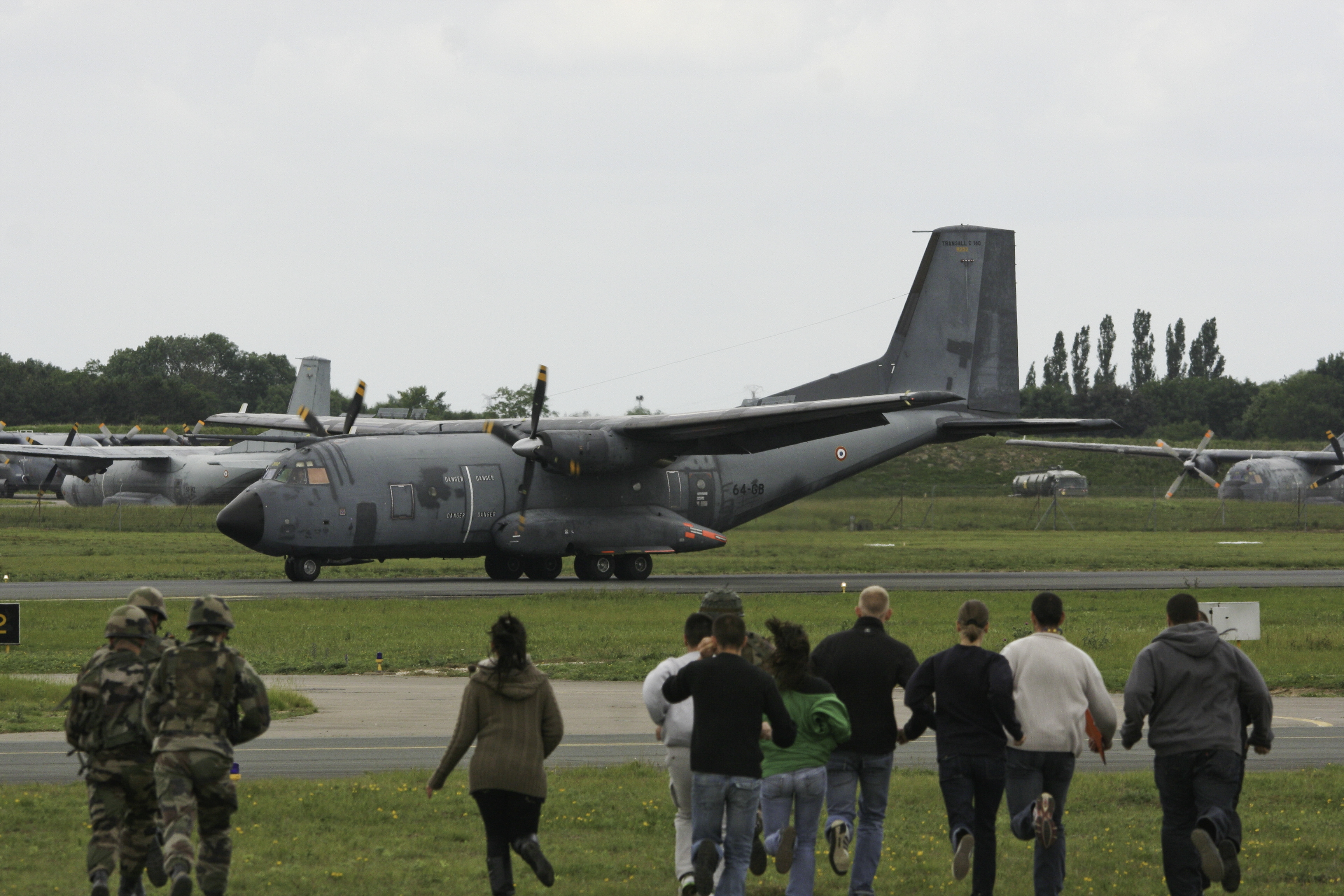
Simulation d'extraction d'otages par des Transall lors du meeting sur la BA123 en juin 2010

### 61eescadrede transport
- Escadron de transport 1/61 Touraine et ses A400M Atlas
- Escadron de transport 4/61 Béarn en Airbus A400M Atlas (depuis le 9 septembre 2021)
- Centre de soutien et d’administration des systèmes de mission 06.061
- Centre d’instruction des équipages de transport 00.340
- Escadron de soutien technique aéronautique 15.061 “Loiret”

### 62eescadre de transport
- Escadron de transport 2/61 Franche-Comté sur C-130H et C-130J30 (Sur A400M depuis 2021)
- Escadron de transport 3/61 Poitou doté de Transall, C-130H30 et Twin Otter (Seulement doté de Twin Otter, le Transall ayant tiré sa révérence depuis le 20 mai 2022 ainsi que le retrait des C130H d'Orléans-Bricy qui ont déménagés sur la Base Aérienne 105 d'Évreux depuis l'été 2024.)
- Escadron de soutien technique aéronautique 15.062, C-130H, C-130H30 et C-130J30 (Maintenant sur la base aérienne 105 d'Evreux)

### Autres unités
- Centre d'Instruction des Équipages de Transport 1/340
- Commando parachutiste de l'air n° 10
- Commando parachutiste de l'air n° 30
- C.A.S.V. 51.566 Le Centre Air de Saut en Vol
- EM-ATT équipe de marque avions de transport tactique 01.338
- EAR 279 (unités de l'ex-base aérienne 279 Châteaudun) (Maintenant démantelé et appartenant à la commune de Châteaudun)
- Groupement de Maintien en Condition Opérationnelle (GMCO) des Forces Aériennes de la Gendarmerie Nationale

## Événements
Le vendredi 2 août 2013 à 14h30, l'avion de transport militaire de nouvelle génération Airbus A400M Atlas entre en service.
Le 2 juillet 2014, la base aérienne 279 Châteaudun est dissoute ; ses installations sont rattachées à la base aérienne d'Orléans-Bricy (Élément Air Rattaché 279), jusqu'à leur fermeture en 2021.

Le septième A400M (numéro de série 19) est livré à Orléans le 21 juin 2015. Il est le premier A400M de l'Armée de l'Air doté de la capacité de largage de parachutistes en chute libre par la rampe arrière de l’appareil.

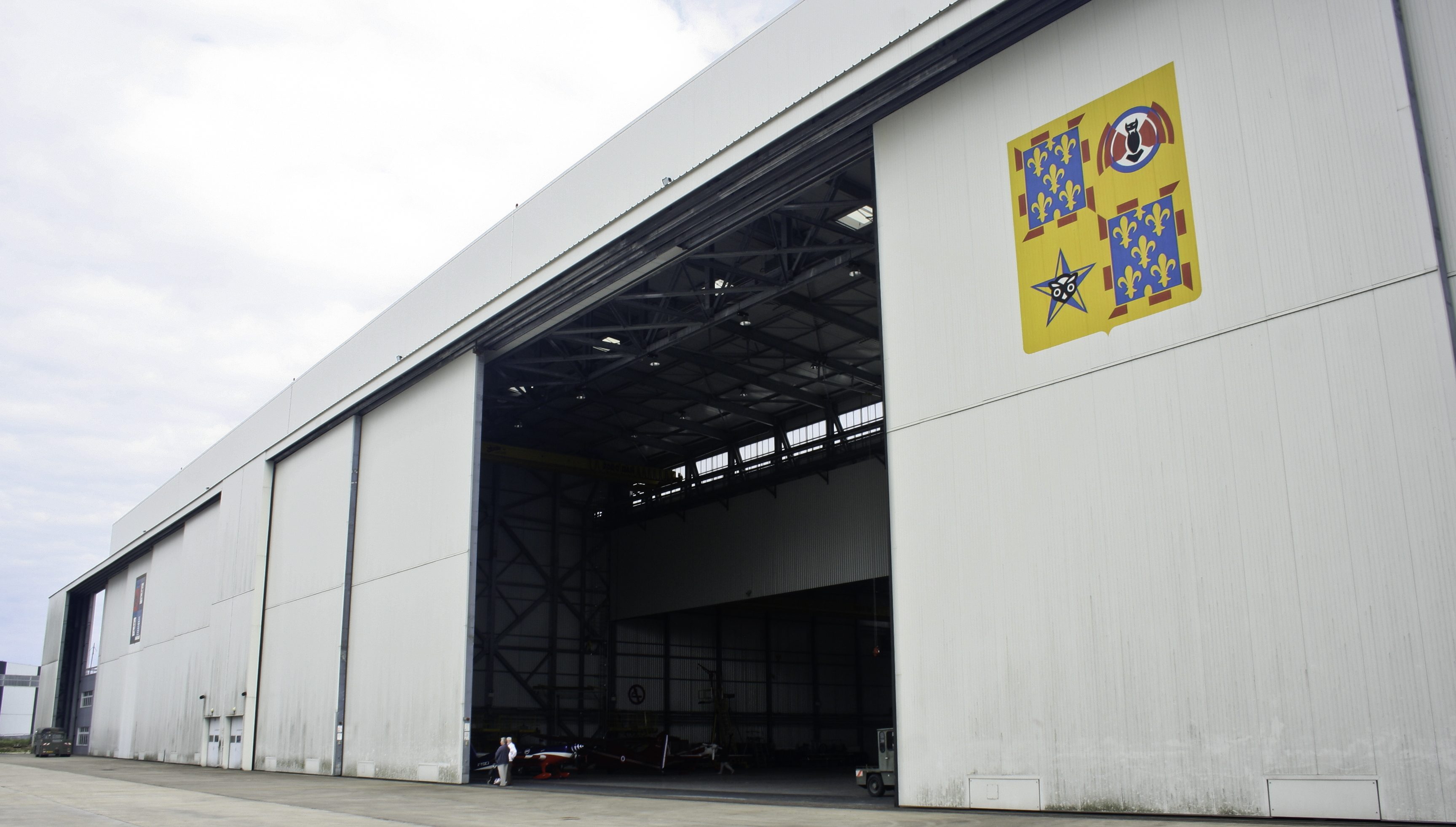
Hangar du 1/61 Touraine en juin 2010

Les 24 et 25 mai 2025, la base aérienne 123 accueille le Meeting National de l'air, organisé par la Fondation des Œuvres Sociales de l'Air.

## Historique
La base aérienne 123 a pour origine, en 1933, un centre d'essai de matériel. La fondation de la base proprement dit remonte à 1927-1931, quand elle accueille la 22e Escadre de Bombardement.
Avec la Seconde Guerre mondiale, la base est utilisée successivement par la Luftwaffe (transport et chasse de jour et de nuit), puis par l'United States Army Air Force (à partir du 22 août 1944) dans le cadre de la libération de la France.
À partir d'octobre 1945, la base est restituée à l'Armée de l'air française. Elle retrouve un rôle de centre d'essais. Le SO.6000 Triton devient le premier avion à réaction français en décollant à Bricy le 11 novembre 1946. Le 9 mai 1950, l’appareil expérimental SO-M2, conçu par l'ingénieur Jean-Charles Parot, vole à 1 000 km/h avec aux commandes le pilote Daniel Rastel.
À partir de 1953, la base se spécialise dans le transport de troupes à destination de théâtres d'opérations variés, notamment l'Indochine, l'Algérie, puis l'Afrique en général, récemment à Haïti ou en Ossétie. Venant de la base Aérienne 122 Chartres-Champhol, l'escadron de transport 3/61 Poitou prend alors ses quartiers à Bricy, bientôt rejoint par les autres unités qui constituent la 61e Escadre de transport.

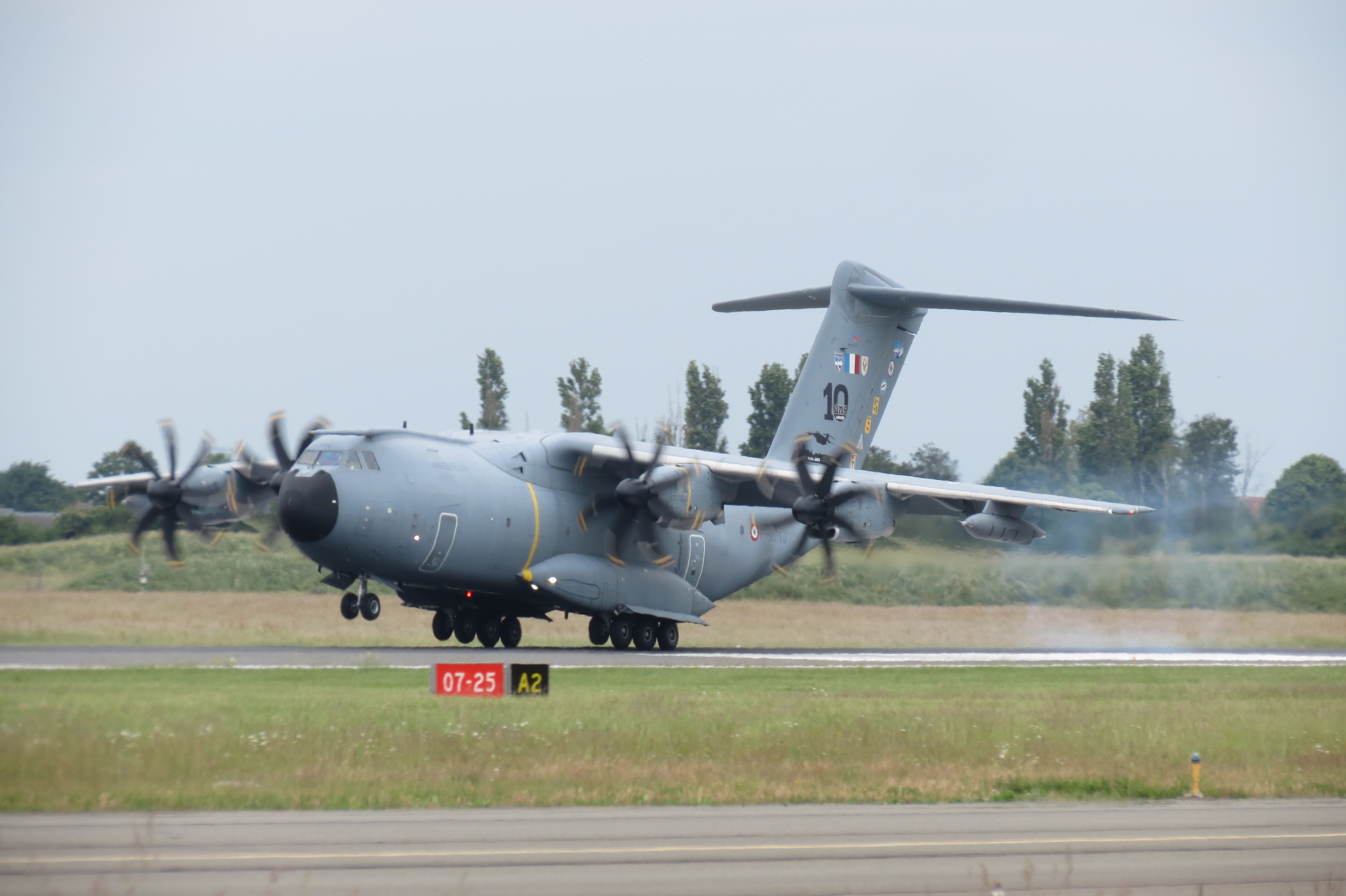
Un A400M Atlas effectuant un posé-décollé sur la piste de la base aérienne 123 lors du Meeting de l'Air 2025.

Elle reçoit le nom de tradition « commandant Charles Paoli», chef du groupe de transport 2/62 Franche-Comté (présentement, Escadron de transport 2/61 Franche-Comté, à sa mort, en Indochine en 1951).
En 1999, le Commando parachutiste de l'air n°10, unité des forces spéciales, héritier d'une longue tradition des commandos parachutistes de l'air, est attaché à cette base aérienne.
La base a fêté en grande pompe son 70e anniversaire en 2007, avec un meeting aérien le 11 juin, puis par une prise d'armes le 31 août.
Devant accueillir la plupart des A400M commandés par l'armée de l'air, la base entame la construction de deux hangars de 12 600 et 15 600 m2 pour toutes les opérations de maintenance par l'Escadron de Soutien Technique Aéronautique 2E 061 "Loiret",, d'un centre de formation pour les pilotes européens doté de deux simulateurs, d'une nouvelle tour de contrôle et, enfin, la rénovation et le renforcement de la piste 07/25. Finalement, le premier appareil livré, un MSN7, y atterrit le 2 août 2013.
L'aérodrome d'Orléans-Bricy est exploité principalement par l'Armée de l'air et de l'espace au titre de la BA 123, et secondairement par le Groupe de Maintien en Condition Opérationnelle (GMCO) des Forces Aériennes de la Gendarmerie Nationale.

## Commandants
- Colonel Philippe Hirtzig (30 août 2011 - 24 juillet 2013)
- Colonel Gilles Besançon (24 juillet 2013 - 1er septembre 2015)
- Colonel Michel Gallazzini (1er septembre 2015 - 20 juillet 2017)[12]
- Colonel Cédric Colardelle (20 juillet 2017 - 6 septembre 2019)[13]
- Colonel Stanislas Michel (6 septembre 2019 - 2 septembre 2021)
- Colonel Guillaume Vernet (2 septembre 2021 - 19 juillet 2023) [14]
- Colonel Jean-François Déplanche (19 juillet 2023 - actuel) [15]